# Landgericht Schweinfurt

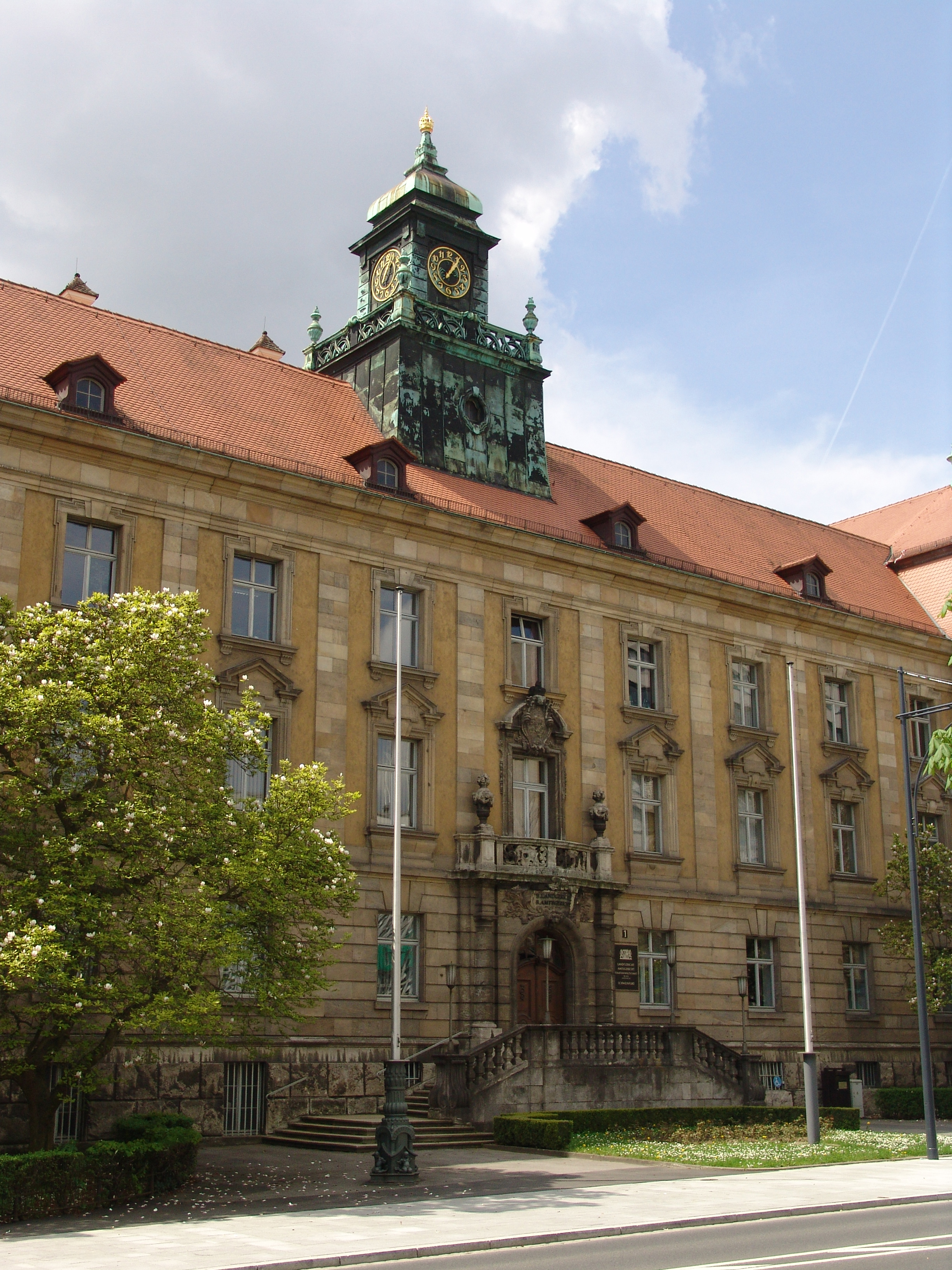
Landgericht in der Rüfferstraße 1 (2008)

Das Landgericht Schweinfurt ist ein Gericht der ordentlichen Gerichtsbarkeit. Es ist eines von 22 Landgerichten im Freistaat Bayern.

## Geschichte

### Bayerisches Landgericht älterer Ordnung

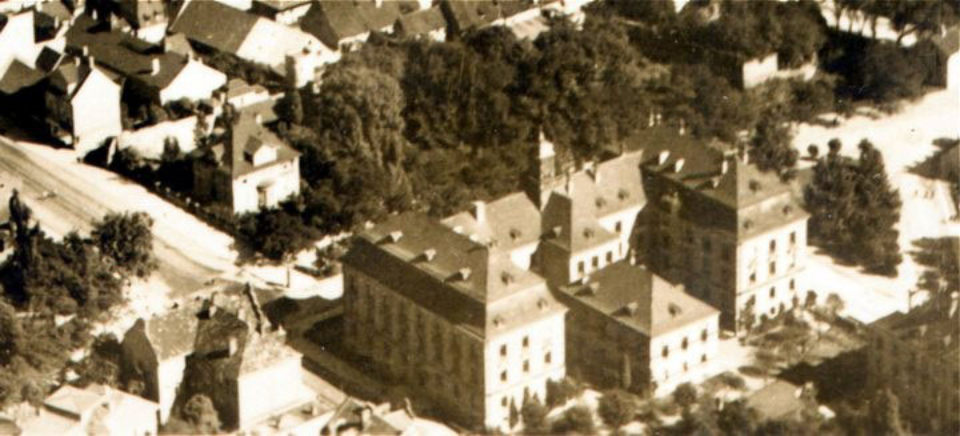
Landgericht Schweinfurt am Grüngürtel um die Altstadt vor 1945

Unter dem Namen Landgericht Schweinfurt bestand von 1806 bis 1879 ein bayerisches Landgericht älterer Ordnung mit Sitz in Schweinfurt. Mainberg behielt noch im unteren Schloss statt des verlorenen bischöflichen Oberamtshofes das Landgericht für den größeren Teil des Schweinfurter Landbezirkes, wurde aber im Jahre 1818 mit dem Landgericht Schweinfurt vereinigt.
Die Landgerichte älterer Ordnung waren im Königreich Bayern Gerichts- und Verwaltungsbehörden, die 1862 in ihrer Funktion als Verwaltungsbehörden von den Bezirksämtern und 1879 in ihrer Funktion als Gerichte von den Amtsgerichten abgelöst wurden. Das bisherige Landgericht Schweinfurt wurde zum Amtsgericht Schweinfurt.

### Landgericht nach dem Gerichtsverfassungsgesetz 1879
Nach Inkrafttreten des Gerichtsverfassungsgesetzes 1879 wurde ein Landgericht im heutigen Sinn gebildet. Vorläufer war das 1857 gegründete Bezirksgericht Schweinfurt.

## Landgerichtsbezirk
Der Bezirk des Landgericht (LG) Schweinfurt erstreckt sich neben der kreisfreien Stadt Schweinfurt auf folgende Landkreise:
- Bad Kissingen
- Rhön-Grabfeld
- Schweinfurt

## Über- und nachgeordnete Gerichte
Das Landgericht Schweinfurt ist eines von sieben Landgerichten, denen das Oberlandesgericht Bamberg übergeordnet ist; nachgeordnet sind die Amtsgerichte in Bad Neustadt an der Saale, Bad Kissingen und Schweinfurt.

## Neues Justizzentrum Schweinfurt
Das Landgericht war zunächst zusammen mit dem Amtsgericht und der Staatsanwaltschaft ausschließlich im Justizgebäude in der Rüfferstraße 1 untergebracht. Der neubarocke Bau wurde 1905 eingeweiht. Wegen Raummangels wurden im Laufe der Zeit Geschäftsbereiche der Justiz auf Gebäude in der näheren Umgebung ausgelagert. 
Anfang der 2020er Jahre wurde ein großer Erweiterungsbau zwischen dem bestehenden Gebäude und der Friedenstraße errichtet. Das neue, umorganisierte Justizzentrum umfasst den gesamten Straßenblock Rüfferstraße, Schillerplatz, Friedenstraße und Luitpoldstraße. Der Haupteingang wird von der Rüfferstraße zum Schillerplatz verlegt. Im Jahre 2025 soll das Schweinfurter Justizzentrum eröffnet werden, in dem Amts- und Landgericht, die Staatsanwaltschaft und das IT-Servicezentrum zusammengeführt werden.